# Sunday (ca sĩ)
Sunday, tên thật: Jin Bo Ra (tiếng Hàn: 진보라, sinh ngày 12 tháng 1 năm 1987), là một ca sĩ người Hàn Quốc. Cô hoạt động bên Nhật Bản trước khi ra mắt vào năm 2004 với vai trò là một ca sĩ solo và tung album đầu tiên.

## Danh sách album

### Solo album
- 2004: ラの片想い (Sachinoka Tao Moe)

### Album cùng với The Grace
Xem bài chi tiết ở trang The Grace
- 2007: 한번 더, OK? (One More Time, OK?) (tiếng Hàn)
- 2007: Graceful 4 (tiếng Nhật)
- 2009: Dear... (tiếng Nhật)
- 2011: One More Chance (cùng với Dana The Grace) (tiếng Hàn)